# Uncharted: Drake's Fortune Original Soundtrack from the Video Game
Uncharted: Drake's Fortune Original Soundtrack from the Video Game é a trilha sonora do videogame de ação e aventura de 2007 Uncharted: Drake's Fortune, desenvolvido pela Naughty Dog. Composto por Greg Edmonson e executado pela Skywalker Session Orchestra, foi lançado em 20 de novembro de 2007 pela editora do jogo, Sony Computer Entertainment.

## Produção
A música em Uncharted: Drake's Fortune foi composta por Greg Edmonson, estreiando seu primeiro trabalho em um videogame. Ele se envolveu pela primeira vez na trilha sonora do jogo depois de ser convidado para produzir uma peça para um trailer da E3 pela desenvolvedora Naughty Dog. Falando sobre o processo de composição, Edmonson revelou que estava "com muito medo" do projeto, observando que "chegou muito tarde no processo - perto do final do jogo", o que limitou o tempo que ele tinha para produzir a trilha sonora.
Ao compor a música para o jogo, Edmonson conscientemente evitou incluir muitas melodias na música para evitar a repetição. Ele também observou que, devido ao cenário do jogo, que apresentava muitos ambientes de selva e subterrâneos, "uma abordagem mais ambiental funcionou". Edmonson também foi influenciado por seu trabalho anterior na série de televisão Firefly, comparando ambos os trabalhos em sua combinação de "instrumentos étnicos com material orquestral".
A partitura foi executada pela Skywalker Session Orchestra e gravada no Skywalker Sound, um estúdio na Califórnia de propriedade e operado pela Lucasfilm.A produção foi liderada por Jonathan Mayar e Clint Bajakian, com Alan Steinberger contribuindo com arranjos e orquestração.

## Lançamento
A trilha sonora de Uncharted: Drake's Fortune foi lançada em 20 de novembro de 2007 pela Sony Computer Entertainment como um download digital, um dia após o lançamento do jogo na América do Norte. Um álbum promocional de quatro faixas com "Uncharted: The El Dorado Megamix", "Drake's Elegy", "Nate's Theme" e "Sanctuary?" foi lançado anteriormente em 12 de novembro.
Em 2015 foi anunciado um pacote contendo três LPs coloridos de 180gm, cada um incluindo uma trilha sonora de cada jogo da trilogia original de Uncharted. O pacote foi feito em parceria entre a iam8bit e a Sony. Nessa versão para a capa dos discos foi encomendada artes originais feitas pelo grupo de design australiano We Buy Your Kids, um pôster de cada arte também podia ser vendidas separadamente. As vendas do pacote começaram no mesmo dia que Uncharted: The Nathan Drake Collection foi lançado, 7 de outubro de 2015 na Europa, 8 de Outubro no Japão e 9 de outubro de 2015 na América.

## Recepção
Trabalhando para o site Square Enix Music Online, Jay Semerad concedeu à trilha sonora de Uncharted: Drake's Fortune uma classificação de oito de dez. O colunista saudou o estilo da música como "simples, discreto e ainda atraente", elogiando a combinação de Edmonson de "cordas orquestrais, metais e percussão em uma partitura poderosa". Semerad destacou faixas como "Unwelcomed Guest" e "El Goddamn Dorado", concluindo que "a partitura de Edmonson... é o suficiente para se destacar como uma faixa de apoio eficaz e transcender para o reino de outras grandes trilhas sonoras de jogos orquestrais que a precederam" A estação de rádio britânica Classic FM nomeou a trilha sonora como uma das "15 grandes trilhas sonoras de jogos de computador", elogiando em particular "Nate's Theme", que eles descreveram como apresentando "uma dinâmica completamente cinematográfica".

## Lista das faixas
Todas as faixas escritas e compostas por Greg Edmonson. 
| Edição padrão  |                                    |                |         |  |
| N.º            | Título                             | Compositor(es) | Duração |  |
| 1.             | "Nate's Theme"                     |                | 1:46    |  |
| 2.             | "Grave Robbing"                    |                | 2:01    |  |
| 3.             | "Sir Francis Drake"                |                | 1:07    |  |
| 4.             | "The Search for El Dorado"         |                | 2:50    |  |
| 5.             | "Uncharted Island"                 |                | 3:08    |  |
| 6.             | "Plane-Wrecked"                    |                | 2:56    |  |
| 7.             | "The Fortress"                     |                | 2:03    |  |
| 8.             | "Unlocking the Past"               |                | 3:36    |  |
| 9.             | "Drowned City"                     |                | 2:11    |  |
| 10.            | "Trapped"                          |                | 4:24    |  |
| 11.            | "Heading Upriver"                  |                | 2:36    |  |
| 12.            | "Sanctuary?"                       |                | 4:24    |  |
| 13.            | "Treasure Vault"                   |                | 3:25    |  |
| 14.            | "A Bitter End"                     |                | 1:12    |  |
| 15.            | "Unwelcome Guests"                 |                | 4:49    |  |
| 16.            | "The Bunker"                       |                | 4:37    |  |
| 17.            | "Drake's Elegy"                    |                | 1:57    |  |
| 18.            | "El Goddamn Dorado"                |                | 3:06    |  |
| 19.            | "Showdown"                         |                | 2:26    |  |
| 20.            | "Uncharted Theme"                  |                | 1:53    |  |
| 21.            | "Uncharted: The El Dorado Megamix" |                | 4:17    |  |
| Duração total: | Duração total:                     | Duração total: | 60:44   |  |

| Álbum promocional |                                    |         |  |
| N.º               | Título                             | Duração |  |
| 1.                | "Uncharted: The El Dorado Megamix" | 4:17    |  |
| 2.                | "Drake's Elegy"                    | 1:57    |  |
| 3.                | "Nate's Theme"                     | 1:46    |  |
| 4.                | "Sanctuary?"                       | 4:24    |  |
| Duração total:    | Duração total:                     | 12:24   |  |

| LP - Lado A    |                            |                |         |  |
| N.º            | Título                     | Compositor(es) | Duração |  |
| 1.             | "Nate's Theme"             |                | 1:46    |  |
| 2.             | "Grave Robbing"            |                | 2:01    |  |
| 3.             | "Sir Francis Drake"        |                | 1:07    |  |
| 4.             | "The Search for El Dorado" |                | 2:50    |  |
| 5.             | "Uncharted Island"         |                | 3:08    |  |
| 6.             | "Unlocking the Past"       |                | 3:36    |  |
| 7.             | "Drowned City"             |                | 2:11    |  |
| 8.             | "Bitter End"               |                | 1:12    |  |
| Duração total: | Duração total:             | Duração total: | 16:71   |  |

| LP - Lado B    |                                                                                   |                |         |  |
| N.º            | Título                                                                            | Compositor(es) | Duração |  |
| 1.             | "Trapped"                                                                         |                | 4:24    |  |
| 2.             | "Heading Upriver"                                                                 |                | 2:36    |  |
| 3.             | "Treasure Vault"                                                                  |                | 3:25    |  |
| 4.             | "Drake's Elegy"                                                                   |                | 1:57    |  |
| 5.             | "Showdown"                                                                        |                | 2:26    |  |
| 6.             | "Uncharted Theme"                                                                 |                | 1:53    |  |
| 7.             | "Uncharted: The Eldorado Megamix" (Producer, DJ Mix [Megamix], Remix – DJ Shadow) |                | 4:17    |  |
| Duração total: | Duração total:                                                                    | Duração total: | 19:38   |  |